# 로버트 C. 오브라이언

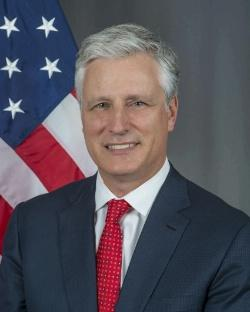
로버트 C. 오브라이언

로버트 찰스 오브라이언 주니어(영어: Robert Charles O'Brien Jr., 1966년 6월 18일 ~ )는 제28대 미국 국가안보보좌관이다.

## 생애

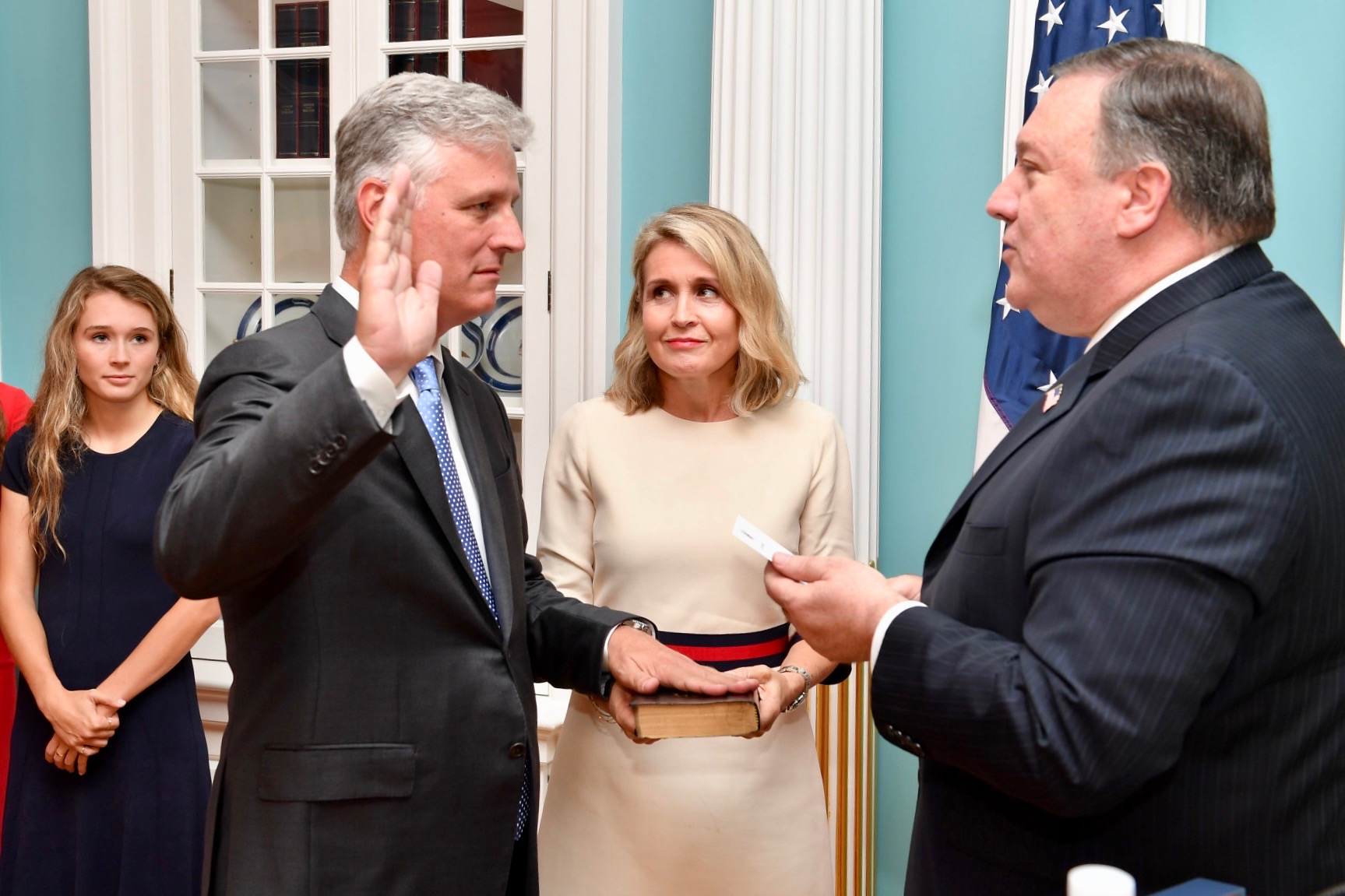
2018년 폼페이오 국무장관에게 선서하며 미국 인질 문제 담당 대통령 특사로 임명된 오브라이언 변호사

로버트 오브라이언은 1966년 6월 18일 출생하였으며, 미국 변호사 1991년에 LA에서 변호사 자격을 취득했다.

## 경력
2005년부터 2006년까지 뉴욕에서 열린 제60회 유엔 총회에서 미국 부대표로 임명되었다. 조지 W. 부시 대통령이 임명했고, 미국 상원이 인준했다. 유엔 총회에는 각국마다 5인의 대표를 파견한다. 전임인 제27대 미국 국가안보보좌관인 존 볼턴도 유엔 대사를 지낸 국제법 전문 변호사였다. 오브라이언도 국제법 전문 변호사로 추정된다.
전직 연방 판사 스티븐 라슨과 함께 LA에 "라슨 오브라이언"이라는 부티크 로펌을 설립했다.
LA에서 " "라슨 오브라이언"이라는 부티크 로펌의 파트너 변호사로 일했다. 로펌 변호사로 일하면서 미국 정부와도 함께 일했다. 2018년 5월 10일, 도널드 트럼프 대통령의 미국 인질 문제 담당 대통령 특사로 임명되었다.
2019년 9월 18일에, 미국 대통령 도날드 트럼프는 변호사 자격을 보유하고 있고, 미국 행정부를 대표하는 인질 협상가인 로버트 오브라이언 (Robert O'Brien)을 기존의 강경파인 존 볼튼을 해임한 이후 국가 안보 보좌관의 자리에 대한 후임자로 지명하였다.

## 같이 보기
- 2019년 남북미정상회담